# Premium Deck Series: Slivers
Premium Deck Series: Slivers è un set speciale del gioco di carte collezionabili Magic: l'Adunanza, edito da Wizards of the Coast, in vendita in tutto il mondo dal 20 novembre 2009 ma solo in lingua inglese.

## Ambientazione
(Llanach, ranger di Cielsudario)
Il set si concentra su un particolare tipo di creatura dell'universo di Magic, piuttosto che su un periodo della storia o su un luogo. Queste creature sono i tramutanti, (in inglese slivers), una strana specie simile ad una razza di insetti nel fisico e nel comportamento. Appaiono come degli insetti con una testa e un tronco dalla coda biforcuta, provvisti di un solo arto uncinato. La fisionomia e le caratteristiche fisiche dei tramutanti possono variare molto, e questo è dovuto alla loro strabiliante capacità di evolvere i loro corpi, con dei cambiamenti radicali e quasi istantanei della loro struttura. Una delle caratteristiche peculiari e più micidiali di queste creature è il fatto di riuscire a condividere fra loro in maniera estremamente veloce i progressi evolutivi che i loro corpi compiono. Se all'interno di uno sciame un tramutante sviluppa una certa caratteristica fisica, allora tutto lo sciame si evolve, e quasi istantaneamente ogni singolo tramutante modifica la struttura del proprio corpo e acquisisce la nuova caratteristica, come la capacità di volare o lo sviluppo di una tossina da iniettare con l'aculeo.
I tramutanti nidificano in colonie con un alto numero di individui, a capo delle quali vi è una regina che riesce a controllare l'intera colonia e il comportamento di ogni singolo individuo. I tramutanti sono creature molto aggressive, sono predatori e cacciano in sciami.

### La storia dei tramutanti
Nessuno conosce l'origine di questa strana e infestante specie, si sa che i tramutanti sono originari del piano dimensionale artificiale di Rath. Alcuni pensano che si tratti di creature artificiali, risultato di esperimenti sadici alla ricerca di una creatura tanto aggressiva da diventare un'arma di distruzione di massa, altri ipotizzano che si siano generati naturalmente, e che la loro capacità di adattamento si sia resa necessaria per sopravvivere in un mondo oscuro e desolato come quello da cui provengono.
Prima dell'invasione di Phyrexia del piano di Dominaria, la nave volante Cavalcavento raggiunse Rath con la propria ciurma, capitanata da Gerrard Capashen, per salvare Sisay, compagna di Gerrard e capitano della nave, rapita da Volrath, evincaro supremo di Rath. La nave si introdusse nella Fortezza, un'immensa montagna cava che fungeva da quartier generale per l'evincaro. Introdottisi attraverso i condotti di aerazione della Fortezza i componenti della ciurma raggiunsero la grande fornace all'interno della montagna, e nei cunicoli di lava si imbatterono per la prima volta negli sciami di tramutanti. Le creature lasciarono i loro alveari e attaccarono in massa il galeone volante. Senza sapere come affrontarli Hanna, il navigatore della nave, cercò di raggrupparli insieme per poterli distruggere tutti in una volta. Questo fu un grave errore, infatti ogni tramutante cominciò a mutare il proprio corpo acquisendo le caratteristiche di quelli che aveva a fianco, aumentando la propria forza. A quel punto fu chiaro che solo separandole fra loro si sarebbe potuto sconfiggere le strane creature, e fu in questo modo, ingaggiando una durissima battaglia con ogni singolo tramutante che abbordava la nave, che la Cavalcavento riuscì a superare gli alveari e ad inoltrarsi nella Fortezza.
Qualche anno più tardi, il piano dimensionale di Rath entrò in congiunzione con quello di Dominaria, dando così inizio all'invasione phyrexiana. I tramutanti non sopravvissero alla sovrapposizione dimensionale, ma i loro corpi, sepolti nella roccia vulcanica di Urborg, aspettavano solo di essere dissotterrati.
Circa un secolo dopo la fine dell'invasione, nel remoto continente di Otaria, prese il via il Progetto Marea, una struttura segreta all'interno della quale maghi umani e cefalidi potevano studiare la magia arcana e condividere la conoscenza e la ricerca. Quando i profughi dell'invasione iniziarono ad arrivare ad Otaria, il Progetto Marea iniziò ad interessarsi ai tramutanti. I maghi ricostruirono i loro corpi in laboratorio e riportarono in vita le creature per studiare le loro abilità e le miriadi di interazioni che erano in grado di ottenere fra i diversi esemplari. Com'era prevedibile queste stesse caratteristiche li resero incontrollabili, e presto i tramutanti fuggirono dai laboratori uccidendo un numero imprecisato di maghi del Progetto Marea. Infine lasciarono la piccola isola in cui si trovavano e raggiunsero le lande desolate della Dominaria continentale. Senza una regina a comandarli, non furono in grado di costituire un vero alveare, e si trasformarono in una forza cieca e devastante, guidati solo dalla propria naturale aggressività. Nonostante tutto però, grazie alle loro capacità di adattamento sopravvissero e continuano a vivere ancora infestando Dominaria.

## Caratteristiche
Slivers è un mazzo precostruito da 60 carte di Magic, il cui tema sono i tramutanti, un tipo di creatura originale del gioco. La particolarità di questo mazzo, oltre al fatto di costituire un set di carte a sé stante, è che tutte le carte sono foil, ovvero sono state stampate con una tecnica olografica che le rende cangianti quando colpite dalla luce.
In totale il set si compone di 41 differenti carte di Magic, stampate a bordo nero con tecnica olografica, così ripartite:
- per colore: 1 bianca, 3 blu, 4 nere, 4 rosse, 8 verdi, 7 multicolori, 3 incolori, 11 terre.
- per rarità: 15 comuni, 15 non comuni, 5 rare, 1 rara mitica, 5 terre base.

Tutte le carte di questo set sono già state stampate in precedenti espansioni, ed essendo il mazzo predeterminato, la rarità delle singole carte è determinata dalla rarità che avevano quando sono apparse nei precedenti set di espansione del gioco.
Il simbolo dell'espansione è un tramutante stilizzato ripiegato su se stesso, e si presenta nei consueti quattro colori a seconda della rarità: nero per le comuni, argento per le non comuni, oro per le rare e bronzo per le rare mitiche.

### Curiosità
In questo set sono presenti carte stampate in dodici anni di storia di Magic, da Tempesta a Magic 2010.
Alcune carte del mazzo non erano mai state stampate prima in versione olografica.